# Necoclí (kommun)
Necoclí är en kommun i Colombia.   Den ligger i departementet Antioquía, i den nordvästra delen av landet, 500 km nordväst om huvudstaden Bogotá. Antalet invånare är 47 989.